# Chiesa della Beata Vergine Assunta (Domusnovas)
La chiesa della Beata Vergine Assunta è la chiesa principale di Domusnovas ed è ubricata nel centro storico, in piazza Matteotti tra il monte Granatico e il vecchio comune.
Insieme alla chiesa di Sant'Ignazio, costituisce le due parrocchie presenti nel paese, ed è sede della Confraternita della Madonna Addolorata.

## Storia
Originariamente, la chiesa di Santa Maria Assunta sorge nel XVIII come cappella del cimitero medioevale tra le mura pisane.
Nel XVII la struttura è stata ampliata raggiungendo l'attuale pianta a croce latina con un'unica navata e la copertura a botte.
I restauri hanno portato alla luce, sotto la pavimentazione, sepolture di epoca romana.
Nel susseguirsi di continui restauri, la chiesa ha subito la perdita di decorazioni nella parte della cupola sopra l'altare, di decorazioni geometriche a cassettoni e decorazioni a stelle.

## Elementi architettonici
All'interno, la chiesa si apre un'unica navata centrale, con volta a botte.
- L'Altare maggiore è consacrato alla Beata Vergine Assunta in marmo bianco e mostra nel paliotto il cartiglio della Vergine con le lettere "M" "A". Sono state rimosse dall'altare due importanti elementi architettonici quali le balaustre e il tronetto in marmo. Di rilevante importanza è il simulacro dell'Assunta, che sovrasta in tutta la sua magnificenza alle spalle dell'altare.

Nella navata a sinistra si trova una sola cappella e il pulpito:
- la cappella di Bonaria: essa è dedicata alla Madonna di Bonaria (patrona massima della Sardegna). Venne realizzata intorno al 1960, sostituendo l'altare originale risalente al primo nucleo della chiesa. Ai lati dell'altare vi si trovavano i simulacri di san Daniele e sant'Antonio Abate di cui si è persa traccia. È l'unica cappella di tutta la chiesa ad avere una volta ancora decorata;
- il pulpito e fonte battesimale: entrambi del XVII secolo in marmo bianco, il fonte battesimale ha raffigurato il Battesimo di Gesù.

Nella navata a destra si trovano tre cappelle:
- la cappella del Sacro Cuore di Gesù: è la cappella più piccola. Presenta una decorazione in marmo intorno alla nicchia centrale. Il rosone al di sopra della lunetta è andato distrutto;
- la cappella della Vergine Immacolata: originariamente era consacrata alle anime del purgatorio. Da essa è possibile accedere alle scale del campanile. È conservato inoltre in questa cappella il simulacro della Madonna del Carmelo del XVIII secolo, l'Addolorata e il Crocifero;
- la cappella di San Giovanni: l'altare di san Giovanni sorge dove si trovava l'ingresso del primo edificio medioevale. È possibile ammirare la porta d'ingresso nel locali del monte Granatico. È conservato il simulacro di san Giovanni risalente al XVII secolo;
- la sacrestia.